# Maurice Taillandier
Maurice Michel Taillandier (ur. 27 stycznia 1881 w Bordeaux, zm. 27 grudnia 1932 tamże) – francuski szermierz, srebrny medalista mistrzostw świata.
Podczas mistrzostw świata w Ostendzie w 1922 roku (oficjalnie zawody tego cyklu rozgrywane są pod tą nazwą dopiero od 1937) wywalczył srebrny medal w szabli indywidualnej, rozdzielając na podium Holendra Adrianusa de Jonga i Belga Léona Toma.
Na rozgrywanych w 1924 roku igrzyskach olimpijskich w Paryżu wystąpił w szabli drużynowej, w której Francuzi odpadli w półfinałach. Brał też udział w igrzyskach olimpijskich w Amsterdamie w 1928 roku, gdzie zajął drużynowo piąte miejsce.
W latach 1925–1927 był mistrzem kraju w szabli.
Był zawodowym wojskowym, dosłużył się stopnia pułkownika.